# 趙昱 (安縣進士)
趙昱（1616年7月28日—1653年），字浴庵，四川成都府安縣人，明朝、南明政治人物。

## 生平
趙昱在崇禎九年（1636年）中四川鄉試舉人，次年（1637年）聯捷進士，戶部觀政，歷任無錫、歸化知縣，選兵科給事中，歷陞吏科左給事中、太常寺少卿和大理寺卿。
永曆三年（1649年），趙昱彈劾何吾騶和夏國祥勾結。八月，授兵部右侍郎、都察院副都御史總督川貴，賜尚方劍，跟隨堵胤錫前往湖廣；其後與楊守明出使冊封孫可望為景國公時歸誠對方，給與千金，朝廷以他辱國打算治罪，因此不敢回歸。他又和胡執恭彼此指責矯詔，但事情最終不了了之。永曆帝前往安龍，趙昱升任禮部尚書，永曆七年（1653年）十二月卒。

## 家族
曾祖趙永仁〔榮壽〕，祖趙正斌〔增生〕，父趙鴻偉〔廩生〕。

## 引用
1. ↑  嘉慶《安縣志·卷二十五·選舉》：趙昱 崇禎丙子舉人，丁丑進士，授無錫令，仕至戶部主事。
2. ↑  「趙昱，曾祖永仁〔榮壽〕，祖正斌〔增生〕，父鴻偉〔廩生〕，浴菴，書，丙辰六月十五日生，安縣人，丙子十九名，會一百一十七名，三甲一百二十二名，戶部觀政，戊寅，授無錫知縣」，《崇禎十年丁丑科進士履歷便覽》
3. ↑  《崇禎十年丁丑科進士三代履歷》：赵昱，曾祖永仁，荣寿；祖正斌，增生；父鸿伟，廪生。浴庵，书二房，丙辰六月十五日生，安县人，丙子十九名，会二百二十七名，三甲一百二十三名，户部观政，戊寅六月授无锡知县，己卯丁憂，壬午補歸化知縣，乙酉起補，升户部廣東司主事。
4. ↑  錢海岳《南明史·卷四十五·列傳第二十一》：昱，字浴庵，安縣人。崇禎十年進士，自無錫、歸化知縣，歷兵科給事中、吏科左、太嘗少卿、大理卿。
5. ↑  錢海岳《南明史·卷四十五·列傳第二十一》：（永曆三年）乃議封（孫）可望景國公，（李）定國、（劉）文秀列侯，命趙昱、楊守明為使……迭劾何吾騶、夏國祥交通狀。永曆三年八月，以兵部右侍郎、副都御史總督川、貴，賜尚方劍便宜行事，從（堵）胤錫出楚。後使可望，歸誠稱臣，予千金。朝以其辱國，欲治罪，不敢歸。與（胡）執恭彼此詰責，互稱矯詔。上幸安龍，擢禮部尚書卒。
6. ↑  錢海岳《南明史·卷二十四·表第十》：（永曆七年：禮部尚書）趙昱十二月卒。